# Li Yueru
Li Yueru (xinès simplificat: 李月汝, pinyin: Lǐ Yuèrǔ; Changzhi, Shanxi, 28 de març de 1999) és una jugadora de bàsquet xinesa dels Guangdong Dolphins de la Women's Chinese Basketball Association (WCBA) i de la selecció nacional xinesa. Li va ser seleccionada a la tercera ronda del Draft de la WNBA del 2019 pels Atlanta Dream, però no era eligible per a jugar fins al 2020, any de la pandèmia de Coronavirus.
L'any 2022 va jugar al Chicago Sky de la WNBA.
Va participar en la Copa d'Àsia Femenina FIBA 2017.